# Pixel 9a
Pixel 9a — это Android-смартфон, разработанный и продаваемый компанией Google как часть линейки продуктов Google Pixel. Он представляет собой вариант среднего класса в серии Pixel 9. Устройство обладает схожими характеристиками и функциональностью с остальными моделями семейства Pixel 9, при этом основное внимание уделяется повышенной прочности, функциям фотосъемки, длительному времени автономной работы, инструментам на базе искусственного интеллекта и интеграции помощника Gemini.
Это первый телефон Pixel серии A, имеющий степень защиты от пыли и воды IP68, а также самую большую батарею среди телефонов Pixel — 5100 мАч. Его цена составляет 499 долларов, как и у предшественника.

## История
Pixel 9a был анонсирован 19 марта 2025 года в сообщении в блоге Google. Он следует тому же сдвигу в последовательном развертывании, что и остальная часть серии Pixel 9, выпускаясь примерно на два месяца раньше по сравнению с предыдущими поколениями. Обычно предыдущие модели Pixel серии A анонсировались в мае, около или во время мероприятия Google I/O.
В тот же день, когда был анонсирован Pixel 9a, Google обнаружила потенциальную «проблему качества компонентов» в нескольких устройствах, отменила предварительные заказы и отложила запуск телефона до апреля 2025 года. Первоначально его планировалось выпустить 26 марта 2025 года. Позднее, после устранения проблемы, была объявлена новая дата выпуска — 10 апреля.

## Дизайн
Дизайн Pixel 9a имеет сходство с остальной частью семейства Pixel 9. Заметным исключением являются задние камеры с меньшими датчиками, которые теперь почти заподлицо с корпусом, в отличие от выреза для камеры, который можно найти в других моделях семейства. По сравнению с его предшественником Pixel 8a корпус устройства стал квадратным с плоскими гранями и закругленными краями, как у остальной части серии Pixel 9. Это также первый телефон Pixel после Pixel 5a, который не имеет обычного козырька или выреза, проходящего горизонтально через заднюю часть верхней половины устройства, где размещаются задние камеры и другие датчики.

Pixel 9a доступен в четырех цветах: «Ирис», «Пион», «Фарфор» и «Обсидиан».
| Pixel 9a                                 | Pixel 9a                                  | Pixel 9a                                  | Pixel 9a                                  |
| ---------------------------------------- | ----------------------------------------- | ----------------------------------------- | ----------------------------------------- |
| Diagram of a Pixel 9 smartphone in pink. | Diagram of a Pixel 9 smartphone in green. | Diagram of a Pixel 9 smartphone in white. | Diagram of a Pixel 9 smartphone in black. |
| Ирис                                     | Пион                                      | Фарфор                                    | Обсидиан                                  |